# Palača inkvizitora
Palača inkvizitora je muzej smješten u samom srcu Birgua, Vittoriosa, na Malti.
Palača je sagrađena kao civilni sud Reda svetog Ivana između 1530-ih i 1571., a onda je postala inkvizitorska rezidencija od 1574. do 1798.
Danas ova palača služi kao muzej. Zbirka ima za cilj prikazati najočitije aspekte malteške urbane religijske kulture, stavljajući naglasak na rano moderno razdoblje i utjecaj inkvizicije na malteško društvo kroz stoljeća.
Muzejom upravlja organizacija "Heritage Malta". Muzej je otvoren za školske i turističke posjete.